# Hostěradice
Hostěradice é uma comuna checa localizada na região de Morávia do Sul, distrito de Znojmo.
Jiri Prochazka nasceu nesta comuna.